# Bruce Inkango
Bruce Pascal Inkango (* 18. Mai 1984 in Poitiers) ist ein ehemaliger französischer Fußballspieler kongolesischer Herkunft. Er bestritt insgesamt 59 Spiele in der albanischen Kategoria Superiore, der rumänischen Liga 1 und der bulgarischen A Grupa.

## Karriere
Inkango begann seine Fußballerkarriere im Alter von 16 Jahren bei AS Cannes. Da er aufgrund seines jungen Alters selten zum Einsatz kam, wechselte er in die Schweiz zum Erstligisten Neuchâtel Xamax. Hier konnte er sich gegen die Konkurrenz nicht durchsetzen und entschied sich nach nur einer Saison wieder nach Frankreich zu SCO Angers in die zweite Liga zurückzukehren. Es folgten weitere französische Vereine, wie RC Paris, Poitiers FC und AS Cherbourg.
Im September 2010 wechselte Inkango nach England in die Football League Two und schloss sich dem FC Gillingham an. Der Umstand dieses Wechsels war kurios; Inkango unterschrieb einen (gültigen) Drei-Monats-Vertrag, sodass er den Verein nach Ablauf seines Vertrags, nach nur sechs Einsätzen (davon ein Einsatz im FA-Cup) wieder verließ.
Zur Rückrunde der Saison 2010/11 wechselte er diesmal zum albanischen Erstligisten KS Kastrioti und traf in 13 Spielen gleich sieben Mal, sodass der Verein den Abstieg, u. a. durch Inkango's Tore, verhindern konnte. 
Die darauffolgende Saison war bisher die erfolgreichste von Inkango. Er lief, bis auf zwei Spiele, die ganze Saison in der Startelf auf und schoss dabei 14 Tore und war damit bester Torschütze seiner Mannschaft.
Im Juli 2012 unterschrieb er einen Vertrag beim rumänischen Erstligisten Oțelul Galați. In der Hinrunde kam Inkango regelmäßig zum Einsatz, jedoch kündigte der Verein den Vertrag bereits nach nur einem halben Jahr (Januar 2013).
Drei Monate später, im April 2013, wechselte er wiederum in ein anderes Land. Zur Rückrunde der Saison 2012/13 versuchte er sich in Bulgarien in der ersten Liga bei Tscherno More Warna.
Zur Sommerpause der Saison 2013/14 einigte er sich mit Denizlispor auf einen Zwei-Jahres-Vertrag. Aufgrund eines Trainer- und Präsidentenwechsels innerhalb des Vereins wurde für Inkango nie eine Lizenz beim türkischen Fußballverband beantragt. So verließ er den Verein nach nur einigen Wochen, ohne ein Spiel bestritten zu haben. 
Im März 2014 wechselte er zum schottischen Drittligisten FC East Fife. Hier wurde er insgesamt viermal eingesetzt, konnte den Abstieg seines Vereins in die vierte Liga aber nicht verhindern. Der Vertrag wurde daraufhin aufgelöst. Anschließend beendete er seine Laufbahn.